# Никарагва на Светском првенству у атлетици на отвореном 2022.
Никарагва је учествовала на 18. Светском првенству у атлетици на отвореном 2022. одржаном у Јуџину  од 15. до 25. јула осамнаести пут, односно учествовала је на свим првенствима до данас. Репрезентацију Никарагвe представљала је 1 атлетичар који се такмичио у трци на 400 метара. , .
На овом првенству такмичар Никарагве није освојио ниједну медаљу нити је остварио неки резултат.

## Учесници
Мушкарци:
- Декстер Мајорга — 400 м

## Резултати

### Мушкарци
| Атлетичар       | Дисциплина | Лични рекорд | Квалификације | Квалификације | Полуфинале           | Полуфинале           | Финале               | Финале  | Детаљи |
| Атлетичар       | Дисциплина | Лични рекорд | Резултат      | Место         | Резултат             | Место                | Резултат             | Место   | Детаљи |
| --------------- | ---------- | ------------ | ------------- | ------------- | -------------------- | -------------------- | -------------------- | ------- | ------ |
| Декстер Мајорга | 400 м      | 48,02        | 48,40         | 7. гр. 5      | Није се квалификовао | Није се квалификовао | Није се квалификовао | 39 / 41 |        |